# Ingeborg Sergeant
Ingeborg, voluit Ingeborg Thérèse Marguerite Sergeant (Menen, 15 oktober 1966), is een Belgische zangeres en tv-presentatrice.

## Biografie

### Zangeres
Sergeant studeerde aan Studio Herman Teirlinck in Antwerpen. Ze studeerde er onder meer samen met Stef Bos, met wie ze toentertijd een relatie had. Met klasgenoot Myriam Bronzwaar richtte ze de cabaretgroep Zwiep en Brons op. Hiermee won ze in 1988 de juryprijs op het Leids cabaretfestival. Later dat jaar nam ze voor West-Vlaanderen ook deel aan de Baccarabeker, waar ze de Sabam-prijs en de personalityprijs won. Samen met Clouseau bracht ze in 1988 de hit Verlangen uit.
In 1989 nam Sergeant deel aan Eurosong, de Belgische selectie voor het Eurovisiesongfestival van dat jaar. Ze won met het nummer Door de wind en mocht België vertegenwoordigen in Lausanne, waar ze op de 19de plaats eindigde.

### Presentatrice
Vanaf 1990 ging Sergeant werken als televisiepresentator voor VTM. Ze presenteerde programma's als Blind Date, All you need is love, De keuze van de kijker, Wondere Wereld, Ik wil je iets vertellen en Bluf!. Ze werd vooral bekend als gezicht van het bekende kinderprogramma Schuif Af!, dat ze van 1990 tot mei 2006 presenteerde.
Sinds eind 2007 werkte ze als eindredacteur en presentator bij Vitaya en het digitaal kanaal Vitaliteit. Met het stopzetten van Vitaliteit eind maart 2012 kwam een eind aan haar televisiewerk.

### Docente yoga (mindfulness)
Sinds 1999 geeft ze als docent lezingen en workshops in meditatie, dru-yoga, healing, zelftherapie en channeling. In datzelfde jaar kreeg ze voor haar spirituele gezondheidszorg (mindfulness) door SKEPP (Studiekring voor de Kritische Evaluatie van Pseudowetenschap en het Paranormale) de cynische 'award' 'De Skeptische Put' uitgereikt omdat haar coaching "niet gebaseerd is op enig wetenschappelijk bewijs".
In 2017 ging ze bij de VRT-nieuwsdienst aan de slag als mental coach voor de nieuwslezers. Dat jaar zetelde ze in de jury van Steracteur Sterartiest. In 2020 was ze gastjurylid in de 4de aflevering van The Masked Singer.
In 2021 was ze jurylid in K2 zoekt K3. In 2022 was ze jurylid in I Can See Your Voice. In 2024 nam ze deel aan het televisieprogramma Het perfecte plaatje. In het najaar van 2024 neemt ze deel aan De Verraders op VTM.

## Privé
Ingeborg Sergeant is getrouwd met artiestenmanager Roland Keyaert, die ze had leren kennen tijdens de Baccarabeker. Het koppel heeft een zoon Robin Keyaert, die MNM-dj is.

## Televisie
- Bestemming X (2025) - als handlanger van Aster Nzeyimana in aflevering 2
- De Verraders (2024) - als zichzelf
- Het perfecte plaatje (2024) - als zichzelf
- De Verraders: De Ronde Tafel (2023) - als gast
- Million Dollar Island (2023) - als presentatieduo met Dennis van der Geest
- Code van Coppens: De wraak van de Belgen (2022) - als zichzelf
- Blind Getrouwd (2022-2023) - als believer bij experten
- I Can See Your Voice (2022) - als panellid
- De code van Coppens (2021) - als zichzelf
- K2 zoekt K3 (2021) - als jurylid
- Twee tot de zesde macht (2021) - als zichzelf
- The masked singer (2020) - als gastspeurder
- De zomer van (2020) - als zichzelf
- De Columbus (2020) - als zichzelf
- Wat een jaar (2019) - als zichzelf
- Jonas & Van Geel (2016) - als zichzelf
- Lang leve (2013) - als zichzelf
- De keuze van de kijker (2003) - als presentatrice
- Binnen zonder bellen (1996) - als buurmeisje
- All you need is love (1995) - als presentatrice
- Blind date (1995-2004) - als presentatrice
- Schuif af! (1990-2006) - als zichzelf
- Zapp (1989) - als presentatrice
- Eurovision (1989) - als zichzelf

## Discografie

### Albums
| Album met hitnotering(en) in de Vlaamse Ultratop 200 albums | Datum van verschijnen | Datum van binnenkomst | Hoogste positie | Aantal weken | Opmerkingen |
| ----------------------------------------------------------- | --------------------- | --------------------- | --------------- | ------------ | ----------- |
| Voor één seconde                                            | 1990                  | -                     | -               | -            |             |
| Dertien daarom droom                                        | 1994                  | -                     | -               | -            |             |
| Hartrock                                                    | 1995                  | 22-04-1995            | 26              | 7            |             |
| Het beste van mezelf: Ingeborg zingt 20 jaar                | 2001                  | -                     | -               | -            |             |
| Laat me zingen over liefde                                  | 2007                  | -                     | -               | -            |             |
| Where the sky touches the sea                               | 2017                  | 07-10-2017            | 97              | 3            |             |

### Singles (hitnoteringen)
| Single met hitnotering(en) in de Vlaamse Ultratop 50 | Datum van verschijnen | Datum van binnenkomst | Hoogste positie | Aantal weken | Opmerkingen                 |
| ---------------------------------------------------- | --------------------- | --------------------- | --------------- | ------------ | --------------------------- |
| Door de wind                                         | 1989                  | 13-05-1989            | 18              | 6            | Nr. 2 in de Vlaamse Top 10  |
| Ga niet weg                                          | 1990                  | 19-05-1990            | 20              | 14           | Nr. 4 in de Vlaamse Top 10  |
| Als dat gebeurt                                      | 1991                  | 15-06-1991            | 14              | 11           | Nr. 2 in de Vlaamse Top 10  |
| Waarom                                               | 1991                  | 25-01-1992            | 17              | 9            | Nr. 4 in de Vlaamse Top 10  |
| Zo dichtbij                                          | 2002                  | 20-04-2002            | 15              | 10           | Nr. 1 in de Vlaamse Top 10  |
| Become silent                                        | 2005                  | 29-01-2005            | tip17           | -            |                             |
| Laat het maar los                                    | 2017                  | 23-09-2017            | tip             | -            | Nr. 32 in de Vlaamse Top 50 |
| Gratitude                                            | 2017                  | 25-11-2017            | tip             | -            |                             |

### Overige singles
- Te weinig kracht (1988, nr. 6 in de Vlaamse Top 10)
- Verlangen (met Clouseau) (1988, nr. 6 in de Vlaamse Top 10)
- Zomer (1989, nr. 5 in de Vlaamse Top 10)
- Niemand (1990, nr. 9 in de Vlaamse Top 10)
- Zalen vol muziek (1992, nr. 10 in de Vlaamse Top 10)
- Zondag (1992)
- Ik val (1992, nr. 9 in de Vlaamse Top 10)
- Doorgaan (1994, nr. 10 in de Vlaamse Top 10)
- Ping pong (1995)
- Melancholie (1995)
- Als je doodgaat (1995, nr. 10 in de Vlaamse Top 10)
- Brussel (2007)